# Choijiljavyn Samand
Choijiljavyn Samand (nascido em 4 de fevereiro de 1937) é um ex-ciclista mongol que competiu no ciclismo nos Jogos Olímpicos de Verão de 1964.